# Lac Albanel
Der Lac Albanel ist ein See wenige Kilometer östlich des größeren Lac Mistassini im Zentrum der Labrador-Halbinsel in der Region Jamésie der kanadischen Provinz Québec. 

## Lage
Der See hat eine Wasserfläche von 407 km², nach anderen Quellen eine Nettofläche von 425 km² sowie eine Gesamtfläche einschließlich Inseln von 444 km².
Lac Albanel ist ein 88 km langer und 7 km breiter See, der östlich des parallel verlaufenden Lac Mistassini verläuft. Sein Hauptzufluss ist der Rivière Témiscamie. Der See hat einen Abfluss zum Lac Mistassini, welcher vom Rivière Rupert entwässert wird. Das nördliche Ende der Quebec Route 167 endet am Ufer des Lac Albanel. Der See ist vollständig im 16.400 km² großen Réserve faunique des Lacs-Albanel-Mistassini-et-Waconichi enthalten.

## Etymologie
Der See hieß ursprünglich Petit lac Mistassini, da er parallel zu seinem größeren Nachbar Lac Mistassini verläuft. Im Jahre 1910 wurde der See zu Ehren von Charles Albanel, der ihn im Jahre 1672 entdeckte, umbenannt. Andere Namensvarianten sind: Lac Aubanel, Petit lac Mistassini, Lac Mistassiniche